# Neuropeltis racemosa
Neuropeltis racemosa là một loài thực vật có hoa trong họ Bìm bìm. Loài này được Wall. mô tả khoa học đầu tiên năm 1824.